# 공백 (영진)
공백(公伯, ? ~ 기원전 845년)은 진나라의 군주이다. 서주(西周) 때 사람으로 비자(非子)의 손자이며, 진후(秦侯)의 아들이다. 진후는 재위 3년 만에 죽었고, 그의 아들인 진중(秦仲)이 계승하였다.